# VAZ–2101
A VAZ–2101 (ismertebb nevén Lada 1200 illetve Zsiguli 1200) a szovjet (később orosz) AvtoVAZ autógyár 1970 és 1988 között gyártott első modellje, illetve a Fiat 124 műszaki alapjain kifejlesztett és közel 42 éven át gyártott hátsókerék-meghajtású Lada „classic” gépkocsicsalád első tagja.

## Története

### Tervezés
A Szovjetunió vezetősége az 1960-as évekre egyre súlyosbodó gépkocsihiányra és technológiai lemaradásra megoldást keresve arra a döntésre jutott, hogy egy új, nagy termelőkapacitású autógyár építésébe fog, melyben egy külföldi (elsősorban nyugati) autógyár egyik korszerű modelljét fogja licenc alapján nagy tömegekben gyártani, az adott autógyár már bevált technológiáját alkalmazva. A gyártott személygépkocsinak alkalmasnak kellett lennie többek között a szélsőséges időjárás tolerálására, valamint az akkori rossz útviszonyokon való megbízható közlekedésre. A szovjet mérnökök több nyugati modell átfogó tesztelését követően végül az olasz Fiat autógyár Fiat 124-es modelljét találták a legmegfelelőbbnek.
A Fiat 124 az 1966-os genfi autószalonon mutatkozott be, majd a bemutatást követően 1967-ben elnyerte Az „Év Autója” címet, elsősorban a benne alkalmazott technológiai újításoknak és kényelmes vezethetőségének köszönhetően. A Fiat autógyár korábbi modelljeit ekkorra már több ország is gyártotta licenc alapján (Polski Fiat 125p, Zastava, SEAT 1500), illetve az olasz autógyártó vállalta, hogy a szovjet igényeknek megfelelően kifejleszti a 124R típusváltozatot, mely tartalmazta azokat a módosításokat, amik alkalmassá tették az autót a szélsőséges út- és időjárási viszonyok között való  mindennapi használatra.
Ennek következtében a szovjet vezetés 1966-ban licencmegállapodást kötött a Fiat autógyárral, melynek értelmében a Fiat felszerszámozta a Togliatti mellé felépített Volgai Autógyárat, valamint átadta a megfelelő technológiai szaktudást illetve a Fiat 124R típusú gépjármű műszaki és gyártási dokumentációit.

### Gyártás
A VAZ–2101 sorozatgyártása a Volgai Autógyárban 1970-ben kezdődött meg, eleinte a Fiat mérnökeinek közvetlen irányítása alatt, illetve az olasz autógyár folyamatos technológiai támogatásával. Ezzel egyidőben a szovjet mérnökök megkezdték a 2101-es modellen alapuló további típusváltozatok kifejlesztését, továbbra is erősen hagyatkozva olasz kollégáik szakmai támogatására.
A 2101-es alapmodell és az abból kifejlesztett első modellvariánsok sorozatgyártása az 1980-as évek közepéig tartott, miközben a gyár folyamatosan vezette be az erősen felújított, de még mindig a Fiat 124 megoldásain alapuló VAZ–2104, VAZ–2105 és VAZ–2107 típusok, illetve a műszakilag teljesen új Lada Samara modellcsalád gyártását.
Az autó főbb elemeinek legyártása és a gépkocsik végszerelése Togliattiban zajlott, azonban több alkatrészt a Szovjetunió egyéb területein, illetve a KGST keretein belül más országok gyáraiban állítottak elő. Többek között az ajtó- és csomagtartózárak (Elzett), a gyújtáselosztó egyes alkatrészei (Bakony Művek) valamint az autórádió (Videoton RD–3603, RD–3603R és RD–3614) Magyarországról kerültek beszállításra.

## Jellemzői

### VAZ-2101
- Felépítés: Négyajtós szedán, önhordó acéllemez karosszéria, orrmotor, hátsókerék-meghajtás.
- Motor: Soros négyhengeres, 1198 cm³-es, 60 LE-s, nyolcszelepes felülvezérelt (OHC) láncvezérlésű vízhűtéses négyütemű benzinmotor.
- Sebességváltó: Négysebességű, szinkronizált kézi (manuális) sebességváltó, négy előre és egy hátra fokozattal.
- Tengelykapcsoló: Egytárcsás, száraz, hidraulikus vezérlésű tengelykapcsoló.
- Fékrendszer: Kétkörös fékrendszer, elöl tárcsafékek, hátul dobfékek. A kézi rögzítőfék a hátsó dobfékeket működteti.
- Elektromos rendszer: 12 V-os, az akkumulátort generátor tölti.

## Típusváltozatok
Habár a gyártó az összes modellvariánsnak külön típusmegjelölést adott illetve erősen módosított néhány modell külső megjelenésén, az autók műszakilag mind ugyanannak a Lada típuscsalád tagjainak tekinthetők.

### VAZ–2101
- VAZ–2101 (1970–1982): Négyajtós szedán, 1,2 l-es motorral. Ismertebb nevén Lada/Zsiguli 1200.
- VAZ–21011 (1974–1981): Négyajtós szedán, 1,3 l-es motorral. Ismertebb nevén Lada 1300. Megjelenésében néhány apró részlettől eltekintve szinte megegyezik a 2101-es alapmodellel, azonban 67 LE-s 1294 cm³-es motorral szerelték, ezen kívül egy sor kisebb technológiai és kényelmi újítással látták el.
- VAZ–21012 (1973): Jobbkormányos modell az ausztrál, japán és brit piacra.
- VAZ–21013 (1977–1988): Négyajtós szedán, 1,2 l-es motorral. Ismertebb nevén Lada 1200s. A 21011-es modell kényelmi és technológiai újításait tartalmazó kocsitest, a 2101-es alapmodell 1,2 l-es 60 LE-s motorjával szerelve.
- VAZ–21016 (1976–1981): A szovjet rendőrség számára kifejlesztett speciális típusváltozat. Külső megjelenésében megegyezik a 2101-es modellel, azonban a VAZ–2103-as nagyteljesítményű, 1,5 l-es motorjával látták el.
- VAZ–21018 (1978): A szovjet rendőrség és a KGB számára kifejlesztett speciális, Wankel-motoros típusváltozat, 70 LE-s VAZ-311 típusú egyrotoros Wankel-motorral, elektronikus gyújtásrendszerrel. A típusváltozatból összesen 250 darab készült, a Wankel-motorok technológiai fejletlensége miatt az autók kb. 20 000 km megtétele után motorcserére szorultak.
- VAZ–21019 (1983): Második Wankel-motoros típusváltozat, dupla-rotoros 120 LE-s VAZ-411 vagy 140 LE-s VAZ–4132 típusú Wankel-motorral.

### VAZ–2102
Ötajtós kombi, 1,2 literes motorral. Sorozatgyártása 1971–1985 között folyt.

### VAZ–2103
Négyajtós szedán, 1,5 l-es motorral. Ismertebb nevén Lada/Zsiguli 1500. Legkönnyebben a dupla mellső fényszóróiról, valamint a karosszéria élein alkalmazott króm díszlécekről különböztethető meg a VAZ–2101-es alapváltozattól. Sorozatgyártása 1972–1984 között zajlott.

### VAZ–2106
- VAZ–2106 (1975–2006): Négyajtós szedán, 1,6 L-es motorral. Ismertebb nevén Lada 1600. Megjelenésében hasonlít a VAZ–2103-as modellhez, azonban a mellső fényszórói a hűtőrács helyett műanyag keretek mögé süllyesztve vannak beszerelve.
- VAZ–21061 (1975–2006): Négyajtós szedán, 1,5 L-es motorral. Ismertebb nevén Lada 1500s. Megjelenésében szinte megegyezik a VAZ–2106-os modellel.

### VAZ–2104, VAZ–2105 és VAZ–2107
A 2101-es típuscsalád az 1980-as évek elejétől a 2010-es évek elejéig gyártott, erősen felújított változata.

## Érdekességek
A szélsőségesen hideg környezetben is megbízható motorindítás megvalósíthatósága érdekében az autók kézi indítókarral (közismertebb nevén kurblival) lettek ellátva; a mellső lökhárítón lévő nyíláson keresztül becsúsztatható indítókar az autók alapfelszereltségének részeként a csomagtartóban lévő szerszámos táska közelében kapott helyet.

## Képgaléria

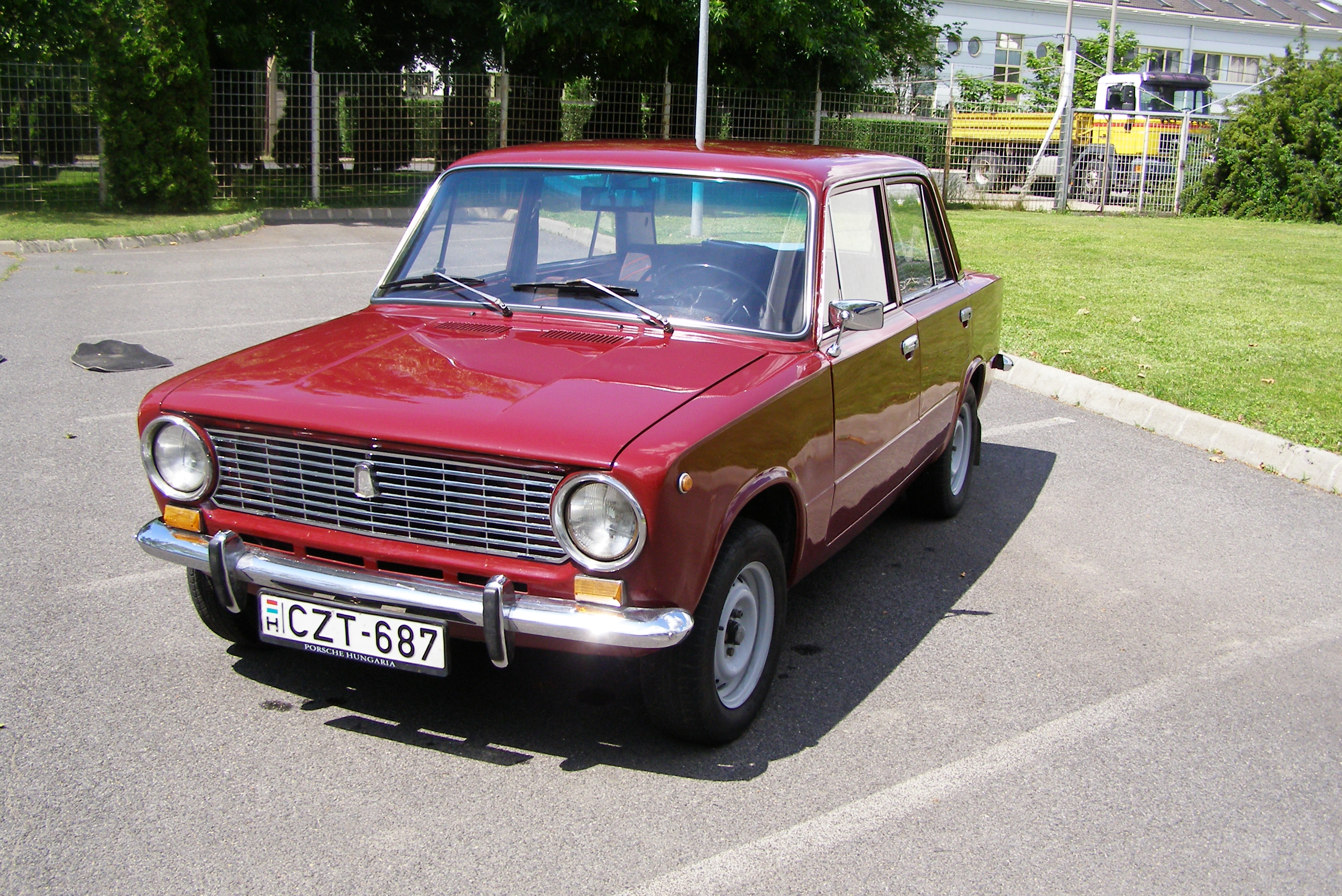
VAZ–2101 (Lada 1200, Zsiguli 1200)
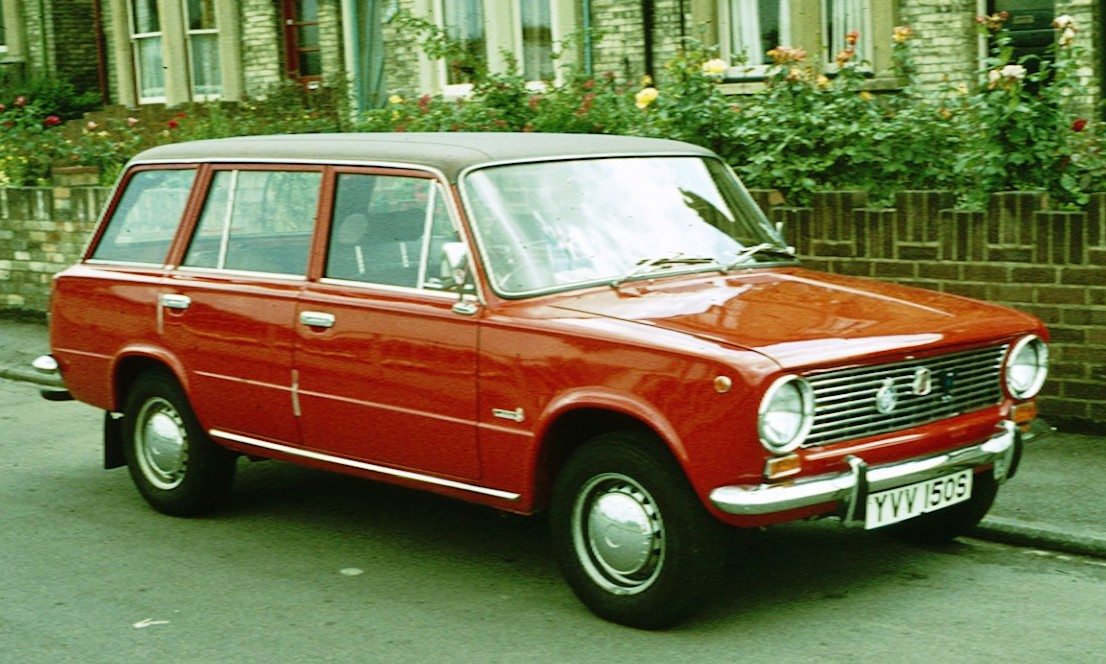
VAZ–2102 ("Kombi" Lada 1200)
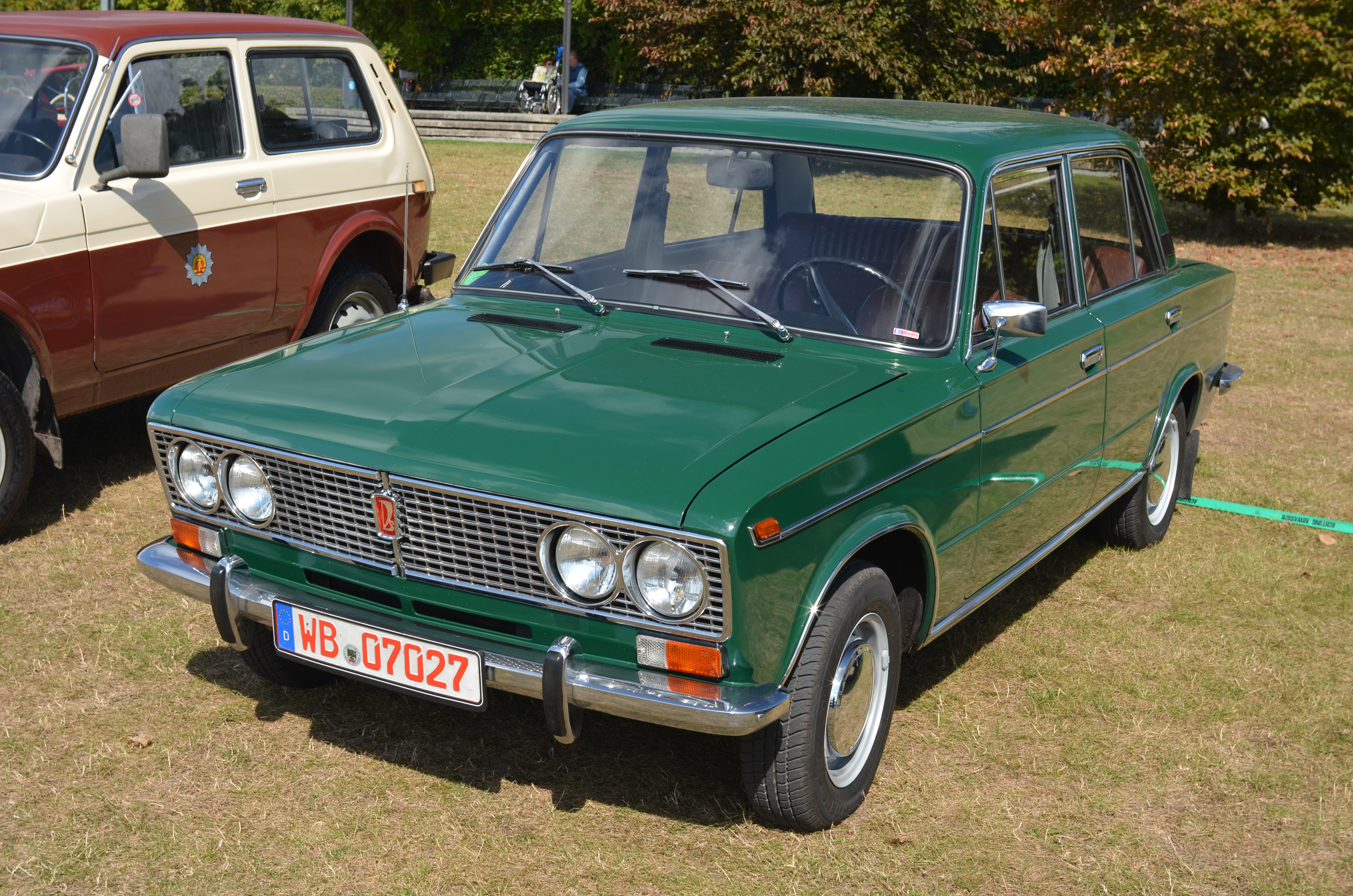
VAZ–2103 (Lada 1500, Zsiguli 1500)
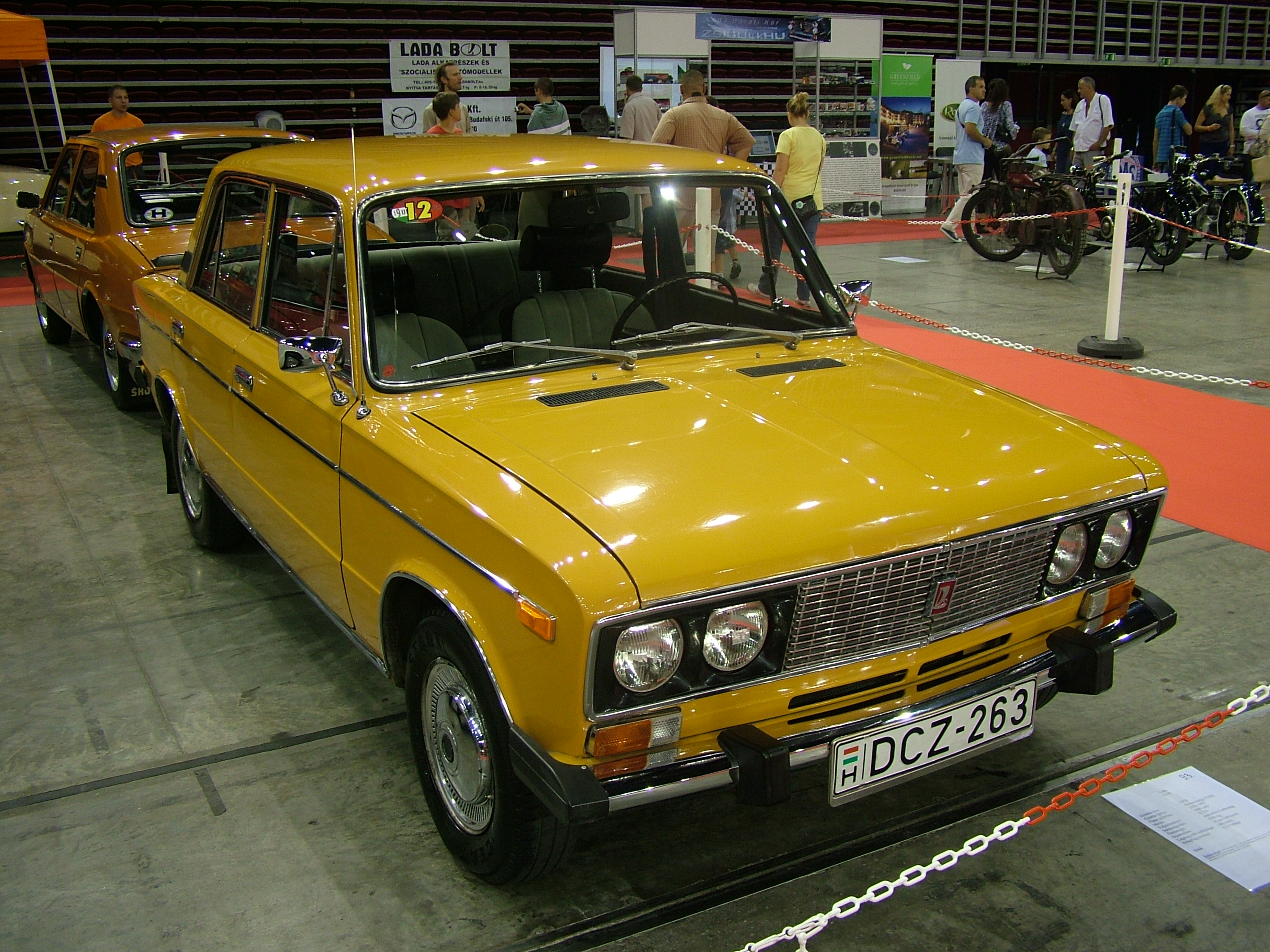
VAZ–2106 (Lada 1600)
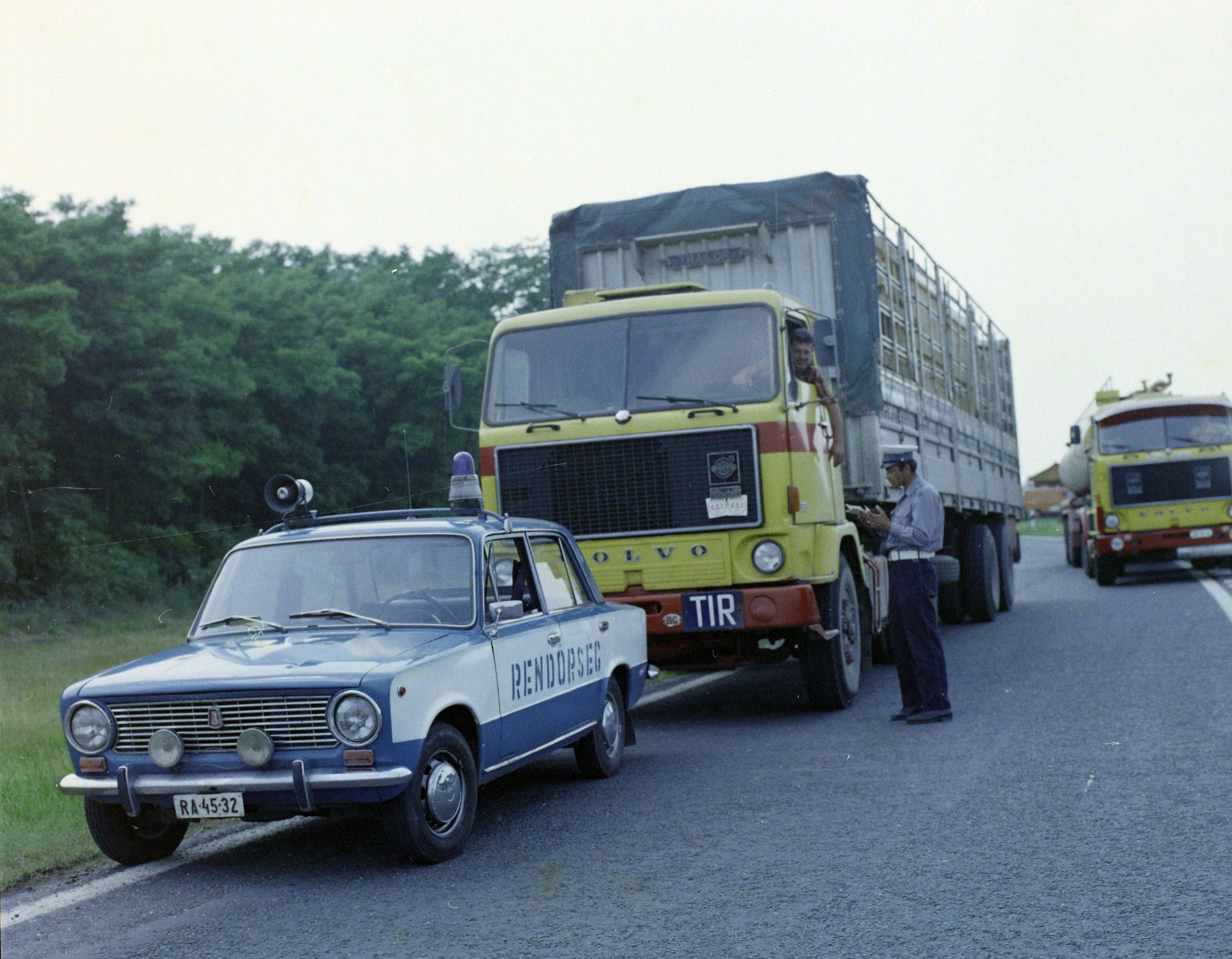
A Lada mint rendőrautó Magyarországon 1978-ban